# Barcode Brothers
I Barcode Brothers sono stati un duo musicale danese di genere trance, celebri soprattutto per la loro traccia Dooh Dooh (1996).

## Storia
I Barcode Brothers vennero formati la seconda metà degli anni novanta da Christian Møller Nielsen, che aveva lavorato al singolo di debutto di Tiggy Ring A Ling (1996) e Anders Øland. Dopo essere stati scritturati dalla Universal, i Barcode Brothers pubblicarono una cover di These Boots Are Made for Walkin' (1999). Ebbero poi un'improvvisa impennata di notorietà grazie alla loro Dooh Dooh (1999), che vendette oltre 100.000 copie ed entrò nelle classifiche europee. Dooh Dooh, così come gli altri due singoli It's a Fine Day (2000) (una cover di Jane) e Flute (2000), sono contenuti nel primo album Swipe Me (2000), giunto alla posizione numero 24 della classifica danese. Il secondo album BB02 raggiunse invece la posizione numero 19 della stessa graduatoria. Il duo smise di far parlare di sé negli anni 2000.

## Formazione
- Christian Møller Nielsen – produzione
- Anders Øland – produzione

## Discografia

### Album in studio
- 2000 – Swipe Me
- 2002 – BB02

### Singoli
- 1999 – These Boots Are Made for Walking
- 1999 – Dooh Dooh
- 2000 – Tele
- 2000 – It's a Fine Day
- 2000 – Flute
- 2002 – SMS